# Estaleiro da Amazônia
Estaleiro da Amazônia S/A (ESTANAVE) é um estaleiro brasileiro localizado na cidade de Manaus.

## Navios
Marinha do Brasil:
- RbAM Triunfo (R-23)
- RbAM Tridente (R-22)
- RbAM Tritão (R-21)
- NB Tenente Boanerges (H-25)
- NB Comandante Manhães (H-20)
- NB Tenente Castelo (H-19)